# Gli Astromartin
Gli Astromartin (Spaced Out / Allô la Terre, ici les Martin) è una serie televisiva animata francese-canadese del 2002, creata da Claude Lerist e Léon Nöel e co-prodotta da Alphanim e Tooncan, in collaborazione con Canal+.
La serie è stata trasmessa per la prima volta nel Regno Unito su Cartoon Network dal 7 gennaio 2002 e in Francia su Canal+ dal 2 luglio dello stesso anno, Mentre negli Stati Uniti su
Toon Disney a partire dal 4 ottobre 2002. per un totale di 26 episodi ripartiti su una stagione. In Italia la serie è stata trasmessa su Cartoon Network dal 3 aprile 2002.

## Trama
George Martin vive in un quartiere comune con sua moglie Monica, i suoi figli Betty e Benjamin, il cane Fax e il gatto Flagworth. Un giorno George fa domanda per un lavoro nella società apparentemente monopolistica, la Krach Industries, che cerca candidati che possano sperimentare (insieme alle loro famiglie) la vita su una stazione orbitale, da loro costruita. Sebbene non abbiano intenzione di assumerlo, la sua domanda viene accidentalmente portata dal vento al mucchio di candidati selezionati. Ciò porta George ad essere assunto come direttore della stazione orbitale segreta che ospita un sottosviluppo, dove lui e la sua famiglia devono vivere, come indicato dall'esperimento della Krach. Quando i Martin arrivano alla stazione, incontrano altre persone anche loro mandate dalla Krach a vivere lì. Con loro sorpresa, anche la loro vicina e insegnante che ha insegnato ai figli dei Martin sulla Terra è sulla stazione insieme a suo figlio. Più tardi, salvano un cosmonauta russo, che decide di vivere con loro. E così, Gerorge e la sua famiglia continuano a vivere sulla stazione spaziale, avendo occasionalmente dispute personali, incontrando alieni ed essendo monopolizzati dalla Krach.

## Personaggi
- George Martin: direttore della stazione spaziale. È incaricato di gestire la stazione e di cambiarla dalla notte al giorno. Nega l'esistenza di vita extraterrestre, e anche quando ci sono prove davanti a lui, è sempre scettico e sostiene la sua teoria. Anche quando hanno preso in consegna la stazione durante il giorno del suo compleanno, crede solo che Monica abbia assunto un gruppo di attori per regalargli una sorta di avventura di ruolo.
- Monica Martin: la moglie di George che ama l'ordine in casa sua e crede negli alieni. Paradossalmente, pur avendo interessi nei confronti delle creature extraterrestri, in alcune occasioni se ne sente minacciata, come nell'episodio della macchina per apprendere dalla forma ovale; in tale occasione non vuole che avvengano benefici collettivi poiché timorosa della sua provenienza.
- Betty Martin: la figlia adolescente di George e maniaco-depressiva. Assidua ascoltatrice di musica, sembra che le piaccia solo ritrovarsi con gli amici di cui è stata completamente privata all'arrivo in stazione. Ha suggerito di essere molto intelligente e talvolta mostra una rara compassione per la sua famiglia. Nonostante in diverse occasioni si mostri cinica e con una forte idiosincrasia nei confronti della stazione spaziale e del fratello, tanto da desiderare più di ogni altra cosa il ritorno sulla Terra, nel profondo è una persona buona e sensibile che maschera il proprio malessere con la consapevolezza di essere sempre stata una diversa, di non saper stare da sola al di fuori del nucleo familiare e di aver bisogno di amore ed accettazione: un esempio è nell'episodio "Un principe per Betty", in cui si innamora di un extraterrestre che la contatta a distanza, accettandone la natura di scarafaggio, salvo poi infuriarsi quando scopre la sua molteplice prole. Probabilmente è l'unica abitante della stazione spaziale che nel corso della stagione non ha subito effetti collaterali di qualsivoglia tipo. Ha 15 anni.
- Benjamin Martin: il figlio grassoccio di George e un fanatico dei supereroi cosmici. È anche appassionato di computer e tecnologia. Mostra un lato più ribelle di sé quando è stato mandato in prigione alla stazione una volta per aver rubato un fumetto che i suoi genitori avevano promesso di comprargli per il suo compleanno, anche se se ne è pentito. Il rapporto tra lui e la sorella è conflittuale ed in alcune occasioni non tardano a farsi dispetti, ma in realtà si vogliono bene, tant'è che proprio nell'episodio dell'invasione aliena sono loro due a salvare gli abitanti ridotti in schiavitù. Per via della sua competenza in ambito scientifico e tecnologico potrebbe essere accostabile al personaggio di Aladar di La famiglia Mezil, esattamente come Betty ricorda Cristina. Ha 10 anni.
- Nonna Martin: la madre di George e la nonna dei bambini Martin. Monica e lei hanno una relazione antagonistica e lei è una fanatica del fitness. Nell'episodio della presa della stazione da parte degli alieni rivela di aver militato in un gruppo chiamato "La Resistenza", e questo spiega ulteriormente le sue doti atletiche e in alcune arti marziali.
- Fax e Goodgrief: il cane e il gatto della famiglia Martin, finiscono quasi sempre per parlare degli eventi accaduti durante l'episodio alla fine di esso, viene anche suggerito che potrebbero essere loro stessi alieni. Tale perspicacia viene fuori in particolar modo nell'episodio della dimensione parallela in cui Benjamin sprofonda scoprendo di non essere mai nato, dove questi sono due geni del male che hanno fatto il lavaggio del cervello agli abitanti della stazione, chiedendo loro un sacrificio al "Gran Codabaffo", un robot di loro costruzione visto come una divinità.
- Guy: scaricato dalla Krach poco dopo la famiglia Martin, è il tuttofare della stazione. Svolge tutti i lavori tranne quelli fatti da George, dal giardiniere allo psicologo (anche vestendosi da donna in base al mestiere che svolge). La maggior parte delle volte viene suggerito che sia un clone o un individuo sottoposto a lavaggio del cervello inviato alla stazione da Krach come prototipo per il "perfetto lavoratore multifunzionale".
- La signora Schumann: vicina di Martin e l'insegnante dei bambini Martin sulla Terra e sulla stazione. Non ha un'opinione molto limpida nei confronti del loro padre, tanto da averne spesso criticato duramente la condotta come capo dirigente della stazione spaziale ed in situazioni estreme arrivando anche a chiederne il licenziamento, alimentato dal recondito desiderio di divenire lei stessa il capo. È probabilmente divorziata ed è in cerca di un nuovo marito.
- Bobby Schumann: il figlio della signora Schumann. Sebbene mantenga una facciata amichevole di fronte agli adulti, mostra un lato molto sadico e manipolatore quando è con gli altri bambini e talvolta con sua madre. Come mostrato quando fa il prepotente con Benjamin sulla terra. I rapporti con lui e Benjamin sono notevolmente migliorati da quando è stato quasi rapito alla stazione; tuttavia in un episodio si impossessa di un telecomando riparato proprio da Benjamin con l'intento di prendersi gioco di ogni abitante della stazione per farlo compiere i suoi voleri, arrivando a ricattare anche lo stesso Benjamin e Betty. In seguito la sua crudeltà si è affievolita. Suo padre non appare mai, tranne che in un episodio in cui riveste il ruolo di un cosmonauta disperso in un contesto, quello della ricerca di un nuovo marito per la madre, rivelatosi poi uno spettacolo teatrale.
- Boris Malakoff: un cosmonauta russo/sovietico che decide di vivere sulla stazione dopo essersi schiantato lì. Diventa il nuovo pilota della navetta della stazione terrestre. Boris è l'unico membro del cast principale che non appare in tutti gli episodi, essendo stato introdotto nell'episodio 2. È molto amichevole nei confronti di tutti i suoi vicini.

## Doppiatori
| Personaggio        | Doppiatore francese | Doppiatore canadese | Doppiatore italiano |
| ------------------ | ------------------- | ------------------- | ------------------- |
| George Martin      | Patrick Béthune     | Mark Camacho        | Mino Caprio         |
| Monica Martin      | Danièle Hazan       | Ellen David         | Lorenza Biella      |
| Betty Martin       | Nathalie Bienaimé   | Eleanor Noble       | Laura Lenghi        |
| Benjamin Martin    | Susan Sindberg      | Daniel Brochu       | Daniele Raffaeli    |
| Nonna Martin       |                     |                     | Francesca Palopoli  |
| Fax il cane        | Bernard Demory      | Rick Jones          | Fabrizio Mazzotta   |
| Flagworth il gatto |                     | Rick Jones          | Sergio Tedesco      |
| Boris Malakoff     | Bruno Magne         | Bruce Dinsmore      | Saverio Indrio      |
| Guy                |                     | Rick Jones          | Ambrogio Colombo    |
| Bobby Schumann     |                     | Ricky Mabe          | Luigi Ferraro       |
| Sig.ra Schumann    |                     | Susan Glover        | Alina Moradei       |

## Episodi
| Nº | Titolo originale              | Titolo italiano               | Prima Tv originale | Prima Tv Italia |
| -- | ----------------------------- | ----------------------------- | ------------------ | --------------- |
| 1  | All Aboard!                   | La famiglia Martin            | 4 ottobre 2002     | 3 aprile 2002   |
| 2  | Death Of An Alien!            | Boris il cosmonauta           | 6 ottobre 2002     | 4 aprile 2002   |
| 3  | Invasion                      | Un principe per Betty         | 12 ottobre 2002    | 5 aprile 2002   |
| 4  | Boris our Hero                | Il mio migliore amico         | 17 ottobre 2002    | 6 aprile 2002   |
| 5  | George the Magnificent        | George il magnifico           | 19 ottobre 2002    |                 |
| 6  | I wanna go Home               | La messaggera degli alieni    | 22 ottobre 2002    |                 |
| 7  | George Investigates           | Buon compleanno Benjamin      | 24 ottobre 2002    |                 |
| 8  | Monica at the Helm            | La sostituta                  | 27 ottobre 2002    |                 |
| 9  | The Robinsons                 | I Robinson                    | 29 ottobre 2002    |                 |
| 10 | Cosmic Soup                   | Minestrone spaziale           | 31 ottobre 2002    |                 |
| 11 | A Question Of Time            |                               | 2 novembre 2002    |                 |
| 12 | The Thing                     | L'uovo alieno                 | 5 novembre 2002    |                 |
| 13 | The Unteachables              | Bio-Spot                      | 16 novembre 2002   |                 |
| 14 | All About Gran                | Tutto sulla nonna             | 23 novembre 2002   |                 |
| 15 | Holiday Madness               | Follie natalizie              | 1 dicembre 2002    |                 |
| 16 | Pigs In Space                 | Robin del cosmo               | 22 maggio 2003     |                 |
| 17 | Desperately Seeking Schuman   | Cercasi marito disperatamente | 1º giugno 2003     |                 |
| 18 | Blackout                      | Codice rosso                  | 6 giugno 2003      |                 |
| 19 | Public Enemy No. 1            | Desperado                     | 14 giugno 2003     |                 |
| 20 | The Man In The Plexiglas Mask | La maschera di Plexiglas      | 17 luglio 2003     |                 |
| 21 | Charge                        | Il paradiso può attendere?    | 6 agosto 2003      |                 |
| 22 | Black Hole                    | Dimensione parallela          | 21 agosto 2003     |                 |
| 23 | Downsized                     | Licenziamenti                 | 2 settembre 2003   |                 |
| 24 | The Learning Machine          | La macchina per apprendere    | 10 settembre 2003  |                 |
| 25 | Hostile Takeover              | Invasione aliena              | 14 settembre 2003  |                 |
| 26 | Incubation                    | Il cubetto extraterrestre     | 17 settembre 2003  |                 |